# لو برويلارد
لو برويلارد (بالإنجليزية: Lou Brouillard)‏ مواليد 23 مايو 1911 في كيبك - الوفاة 14 سبتمبر 1984، كان ملاكم محترف كندي صنّف ضمن فئة الوزن المتوسط بدأ مسيرته الاحترافية سنة 1928.

## إحصائيات
خاض خلال مسيرته 141 نزالا، فاز في 109 وتعادل في 3 وخسر في 29. فاز بالضربة القاضية في 67 نزالا.

## روابط خارجية
- لو برويلارد على موقع بوكس ريك (الإنجليزية) (registration required)
- لو برويلارد على موقع قاعة كندا للمشاهير الرياضية (الإنجليزية)